# Xã Golden, Quận Holt, Nebraska
Xã Golden (tiếng Anh: Golden Township) là một xã thuộc quận Holt, tiểu bang Nebraska, Hoa Kỳ. Năm 2010, dân số của xã này là 115 người.